# 연인 파트 2
《연인 파트 2》는 2023년 10월 13일부터 2023년 11월 18일까지 방송되었던 MBC 금토 드라마이다.

## 프로그램 소개
조선시대 병자호란을 겪으면서 엇갈리는 연인들의 애틋한 사랑과 백성들의 생명력을 다룬 휴먼 멜로 사극 드라마

## 제작진

### 제작사
- MBC
- 9아토엔터테인먼트

### 극본
- 황진영 : MBC 광복절 특집 드라마 《절정》(집필), MBC 일일 역사 드라마 《제왕의 딸 수백향》(집필), MBC 월화 드라마 《역적: 백성을 훔친 도적》(집필) 집필

### 연출
- 김성용 : MBC 월화 드라마 《화정》(공동 연출), MBC 주말 특별 기획 드라마 《옥중화》(공동 연출), MBC 수목 드라마 《손 꼭 잡고, 지는 석양을 바라보자》(공동 연출), MBC 주말 드라마 《내 사랑 치유기》(연출), MBC 금토 드라마 《검은 태양》(연출) 연출
- 이한준 : MBC 특집 드라마 《이벤트를 확인하세요》(공동 연출), MBC 금토 드라마 《금수저》(공동 연출), MBC 금토 드라마 《조선변호사》(공동 연출) 연출
- 천수진 : MBC 금토 드라마 《닥터 로이어》(조연출), MBC 금토 드라마 《검은 태양》(조연출) 조연출

## 출연진
- (†) 표시는 드라마 상에서 최종적으로 사망한 인물이다.

### 주요 인물
- 남궁민: 이장현 역 - 어느 날 갑자기 능군리에 나타난 미스터리한 사내. 길채의 연인. 장철의 친아들.
- 안은진: 유길채 역 - 낙향한 사대부 유교연의 첫째 딸, 영채의 언니. 은애의 친구. 원무의 전 아내. 장현의 연인.
- 이학주: 남연준 역 - 성균관 유생, 군자로 살기 위해 태어나고 자란 듯, 외모에서마저 고고한 학의 풍모가 느껴지는, 길채의 첫사랑. 은애의 남편. 죽은 경근직의 사위.
- 이다인: 경은애 역 - 연준의 아내, 길채의 친구. 죽은 경근직의 외동딸.
- 김윤우: 량음 역 - 조선 최고 소리꾼, 창백하리만치 하얀 얼굴, 애수로 가득한 눈빛, 거문고 뜯던 가늘고 긴 손가락으로 활과 조총까지 능숙하게 다루는, 묘하기도, 신비롭기도 한 사내. 장현를 사랑하고 있음.
- 이청아: 각화 역 - 청나라 공주, 포로 사냥꾼. 장현를 짝사랑함.

### 길채의 주변 인물
- 지승현: 구원무 역 - 조선의 무관. 길채의 전 남편.
- 박정연: 종종이 역 - 길채의 몸종, 이쁜 길채를 수발하는 것이 인생 최대의 기쁨.
- 권소현: 방두네 역 - 은애의 몸종.

### 장현의 주변 인물
- 박강섭: 구잠 역 - 장현을 형님으로 뫼시는 의주 건달
- 최무성: 구양천 역 - 의주 건달

### 조선 왕족과 주변 신하들
- 김종태: 인조 역 - 조선 16대 왕, 반정으로 왕위에 올랐으나, 백성도, 아들도 지켜내지 못한 임금. 소현세자의 아버지.
- 김무준: 소현세자 역 (†) - 조선의 세자, 본시 예민하고 성마르며 백성보다는 왕가의 안위만을 생각하던 강퍅한 성정. 인조의 아들
- 전혜원: 강빈 역 (†) - 소현세자 비, 인조의 며느리.
- 양현민: 표언겸 역 - 조선의 내관, 소현 세자의 충복으로 장현과 소현을 연결 시켜준 일등공신.
- 김태훈: 최명길 역 - 조선의 문신
- 최종환: 김상헌 역 - 조선의 문신, 병자호란이 발발하자 60리 먼 곳에 있었으면서도 밤낮을 걸어 임금이 있는 남한산성으로 온 충성스런 신하.
- 권태원: 김류 역
- 배현경: 정뇌경 역
- 하경: 신이립 역 - 효종 때의 지평
- 소유진: 소용 조씨 역 - 인조의 후궁
- 이남희: 이형익 역
- 문성근: 장철 역 (†) - 병자호란 이후, 혼란에 빠진 사림들의 여론을 수습한 은둔거사. 이장현의 친부.
- 정병철: 봉시 역 - 내시부 종2품 상선(尙膳), 인조가 가장 가까이 곁에 두고 쓰는 내관.

### 청나라 황족과 신하들
- 최영우: 용골대 역 - 청의 무관, 청 황제 홍타이지의 심복. 홍타이지가 무척 신임하여 조선에 관한 일은 거의 전권을 주어 맡긴 신하.
- 김준원: 홍타이지 역 - 청나라 황제, 아버지 누르하치가 이루지 못한 중원 정복을 위해 인생을 건 인물.
- 손태양: 도르곤 역
- 강길우: 정명수 역 - 청나라 역관
- 김은우: 마부대 역 - 청나라 장수
- 신유람: 슈무루 양구리 역 - 청나라 장수
- 지성환: 에제이 역 - 몽골 차하르 수장
- 서범식: 청병 대장 역
- 김길동: 지르갈랑 역
- 김정호: 윤친왕 역
- 전진오: 청 대인 역
- 리우진: 경중명 역
- 미상: 순치제 역

### 능군리 사람들
- 오만석: 유교연 역 - 길채와 영채의 아버지
- 조승연: 경근직 역 - 은애의 아버지, 연준의 장인.
- 박종욱: 공순약 역 - 유생, 능군리 터줏대감 공만재의 외동아들.
- 박은우: 유영채 역 - 길채의 철없는 여동생, 교연의 둘째 딸.
- 정한용: 송추 역 - 능군리에서 유일하게 전쟁을 겪어본 사람, 이랑의 남편.
- 남기애: 이랑 역 - 송추 할배가 애지중지하는 아내
- 박진우: 박대 역 - 방두네의 철없는 남편
- 진건우: 대오 역 - 영채가 좋아하는 능군리 유생
- 김가희: 유화 역 - 능군리, 곱게 자란 애기씨들 중 하나.
- 김은수: 준절 역 - 길채 바라기 하는 능군리 유생들 중 한 명
- 하규림: 임춘 역 - 능군리 애기씨
- 남태훈: 태성 역 - 능군리 유생, 임춘의 짝.
- 최수견: 정연 역 - 능군리 애기씨, 순약 도령을 좋아한다.
- 황정민: 현겸 역 - 능군리 애기씨들을 훈육하던 마을 어른
- 전국향: 애복 역 - 현겸과 함께 능군리 애기씨들을 훈육하던 노인

### 의주 사람들
- 이호철: 끗쇠 역
- 김준배: 닝구친 역
- 미상: 쓰에다 역
- 미상: 왜 사무라이 상인세력 수장 역
- 김서안: 영랑 역 - 의주 기생

### 심양 사람들
- 성낙경: 부호치 역
- 미상: 심양 건달 역

### 기타 인물
- 최교식
- 김승욱: 길채와 친분이 있는 관료 역
- 미상: 백발 남성 역
- 미상: 봉림대군 역
- 미상: 석철 역
- 이영석: 덕출 역 - 조선의 대장간 일꾼
- 미상: 대장간에서 일하던 노인의 손자 역
- 유지연: 화유 역 - 윤친왕의 애첩
- 민지아: 인옥 역 - 포로로 잡혀올 당시 임신한 상태였지만 장현의 도움으로 무사히 아이를 낳았다.
- 윤금선아: 들분 역
- 이태영: 최도리 역
- 미상: 청나라 신하 역
- 미상: 내관 역
- 미상: 궁녀 역
- 방주환: 도전 역
- 이태영: 최도리 역
- 미상: 몽골족 노인 역
- 천혜지: 라이 역
- 장격수: 염태 역
- 홍은철: 심집 역

## 시청률
최저 시청률과 최고 시청률은 시청률 조사회사와 지역별로 시청률에 차이가 있을 수 있습니다.
| 2023년 | 2023년    | 2023년     | 2023년     |
| 회차   | 방송일    | AGB 시청률 | AGB 시청률 |
| 회차   | 방송일    | 한국(전국) | 수도권     |
| ------ | --------- | ---------- | ---------- |
| 1회    | 10월 13일 | 7.7%       | 7.5%       |
| 2회    | 10월 14일 | 9.3%       | 9.5%       |
| 3회    | 10월 20일 | 10.2%      | 9.9%       |
| 4회    | 10월 21일 | 11.7%      | 10.9%      |
| 5회    | 10월 27일 | 11.8%      | 11.2%      |
| 6회    | 10월 28일 | 12.0%      | 11.3%      |
| 7회    | 11월 4일  | 11.4%      | 11.3%      |
| 8회    | 11월 10일 | 10.8%      | 10.3%      |
| 9회    | 11월 11일 | 11.6%      | 11.3%      |
| 10회   | 11월 17일 | 12.4%      | 12.5%      |
| 11회   | 11월 18일 | 12.9%      | 12.7%      |

## 편성 변경
- 2023년 10월 13일~2023년 10월 14일: 파트 2의 완성도를 높이기 위해서, 90분 확대 편성.(밤 9시 40분)
- 2023년 10월 21일: 파트 2의 완성도를 높이기 위해서, 100분 확대 편성.(밤 9시 30분)
- 2023년 11월 18일: 파트 2의 완성도를 높이기 위해서, 100분 확대 편성.(밤 9시 30분)
- 20부작에서 1회 연장하여 21부작으로 종영.

## 결방 사유
- 2023년 11월 3일: 2023 KBO 포스트시즌 플레이오프 4차전(NC: KT) 편성 관계로 결방.

## 연장
- 2023년 11월 23일: 연인 마지막회 확장판이 밤 11시 55분에 편성되어 방송한다.

## 참고 사항
- 남궁민, 김종태, 권소현, 박진우, 김성용 PD는 MBC 금토 드라마 《검은 태양》 이후 2년 만에 재회하여 합류하였다.
- 김성용 PD, 권소현은 MBC 주말 드라마 《내사랑 치유기》, MBC 금토 드라마 《검은 태양》에 이어 세 번째로 합류하였다.
- 최무성, 안은진은 JTBC 수목 드라마 《나쁜 엄마》에 이후 6개월 만에 재회하여 캐스팅 되었다.
- 남궁민, 이다인은 SBS 금토 드라마 《스토브리그》 이후 4년 만에 재회하여 캐스팅 되었다.
- 전진오, 박은우는 영화 《범죄도시2》 이후 1년 만에 재회하여 캐스팅 되었다.
- 소유진, 권소현, 김성용 PD는 MBC 주말 드라마 《내사랑 치유기》 이후 5년 만에 재회하여 합류하였다.
- 본 프로그램은 역사적 사실을 기반으로 하는 사극물의 특성상 민감한 역사 왜곡 방지 차원에서 드라마 속 등장 인물들의 심리적 묘사를 허구적으로 창작하였다.

## 같이 보기
- 대한민국의 텔레비전 드라마 목록 (ㅇ)
- 2023년 대한민국의 텔레비전 드라마 목록